# 天西航空
天西航空（英語：SkyWest Airlines）是北美洲的一家支线航空公司，其总部位于犹他州圣乔治市。其被分类为美国的主要航空公司之一。然而，作为一家支线航空公司，其主要为与其签订了班號共用协议的干线航空公司运营航班，如：美國航空（以美鹰航空名义运营）、阿拉斯加航空（以阿拉斯加天西名义运营）、达美航空（以达美连接航空名义运营）和聯合航空（以联航快运名义运营）。天西航空主要通过运营和维护干线航空公司合作伙伴的航班所使用的飞机来盈利。就机队数量、客运量与通航城市数量而言，天西航空是北美洲最大的支线航空公司。
天西航空日均运营通达超过250座城市的2300多次航班，覆盖美国、加拿大、墨西哥和巴哈马的广泛的航线网络联通较小机场与其航空公司合作伙伴的大型枢纽之间的旅客。天西航空于2017年共运输了约3590万名乘客。
天西公司是天西航空的控股公司。天西航空亦在美国的机场提供合约地勤服务。

## 历史

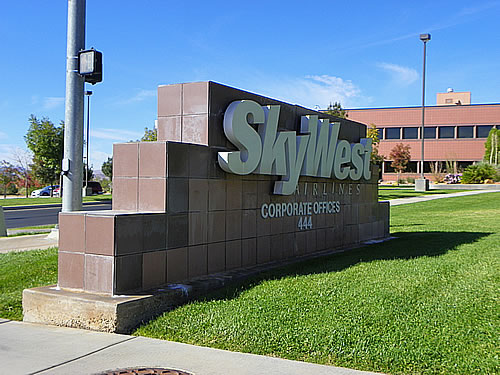
天西航空位于犹他州圣乔治市的总部

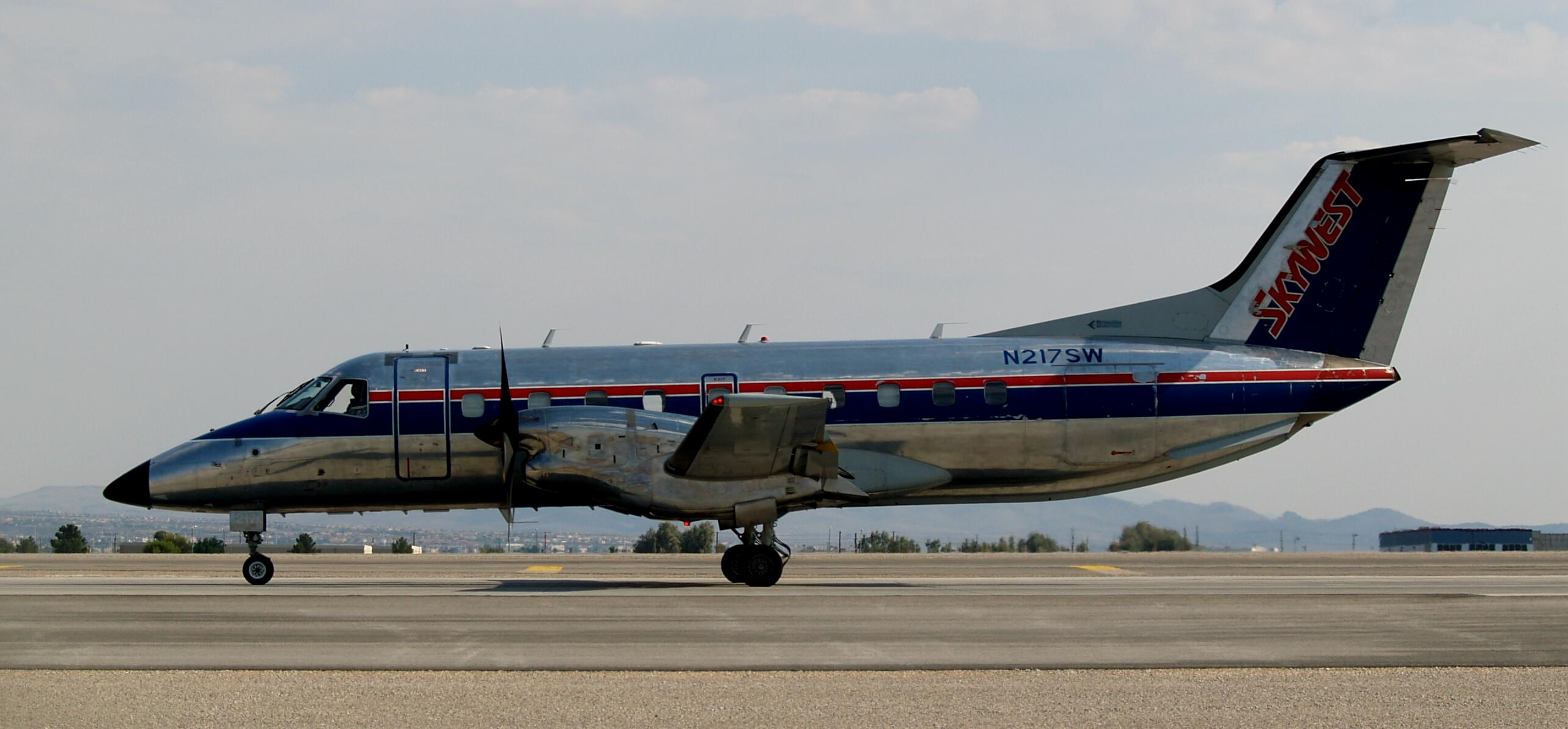
天西航空曾运营的EMB-120飞机

因为对现存航空服务的范围不满，犹他州圣乔治市的律师拉尔夫·阿特金于1972年收购了迪克西航空，以方便当地商人往返于盐湖城。1978年，天西航空成为美国第三家经认证的通勤航空公司。同年，天西航空订购了第一架费尔柴尔德梅特罗Metro II飞机。1983年，天西航空成为首批与大型航空公司进行代码共享的支线航空公司之一。1984年，天西航空收购了太阳艾尔航空并成为美国第11大支线航空公司，随后于1986年进行了首次公开募股。
1985年，天西航空开始与西部航空进行代码共享，并在西部航空的盐湖城枢纽和其他干线航点以西部快运名义作为其支线业务运营。1986年，西部航空被达美航空收购，天西航空成为了一家以达美航空名义运营的达美连接航空运营商。1987年，达美航空终止了天西航空以自身品牌进行的航班运营，之后天西航空所有的航班都以达美航空名义运营。1994年，天西航空接受了其第一架庞巴迪CRJ-100喷气机。1995年，天西航空开始于洛杉磯國際機場以大陸航空名义运营航班，但这一合作关系在两年后天西航空开始为聯合航空运营航班时中断。
20世纪90年代末，天西航空以联航快运名义，在舊金山國際機場、洛杉磯國際機場和丹佛國際機場运营的航班一度成为其最重要的业务。
2005年8月15日，达美航空将大西洋东南航空以4.25亿美元现金出售给了新组建的天西公司。
2010年8月4日，SkyWest, Inc.以1.33亿美金收购 ExpressJet Airlines并合并到Atlantic Southeast Airlines。
2018年12月18日，SkyWest, Inc.宣布将ExpressJet Airlines出售给ManaAir,LLC.，这笔价值7000万美元的交易于2019年1月23日完成。

## 航点
天西航空拥有258个航点，每日运营2354次航班。主要的航点有：
- 密尔沃基米歇尔国际机场（英语：Milwaukee Mitchell International Airport）
- 休斯敦喬治·布什洲際機場
- 洛杉磯國際機場
- 舊金山國際機場
- 丹佛國際機場
- 芝加哥奥黑尔国际机场

## 机队

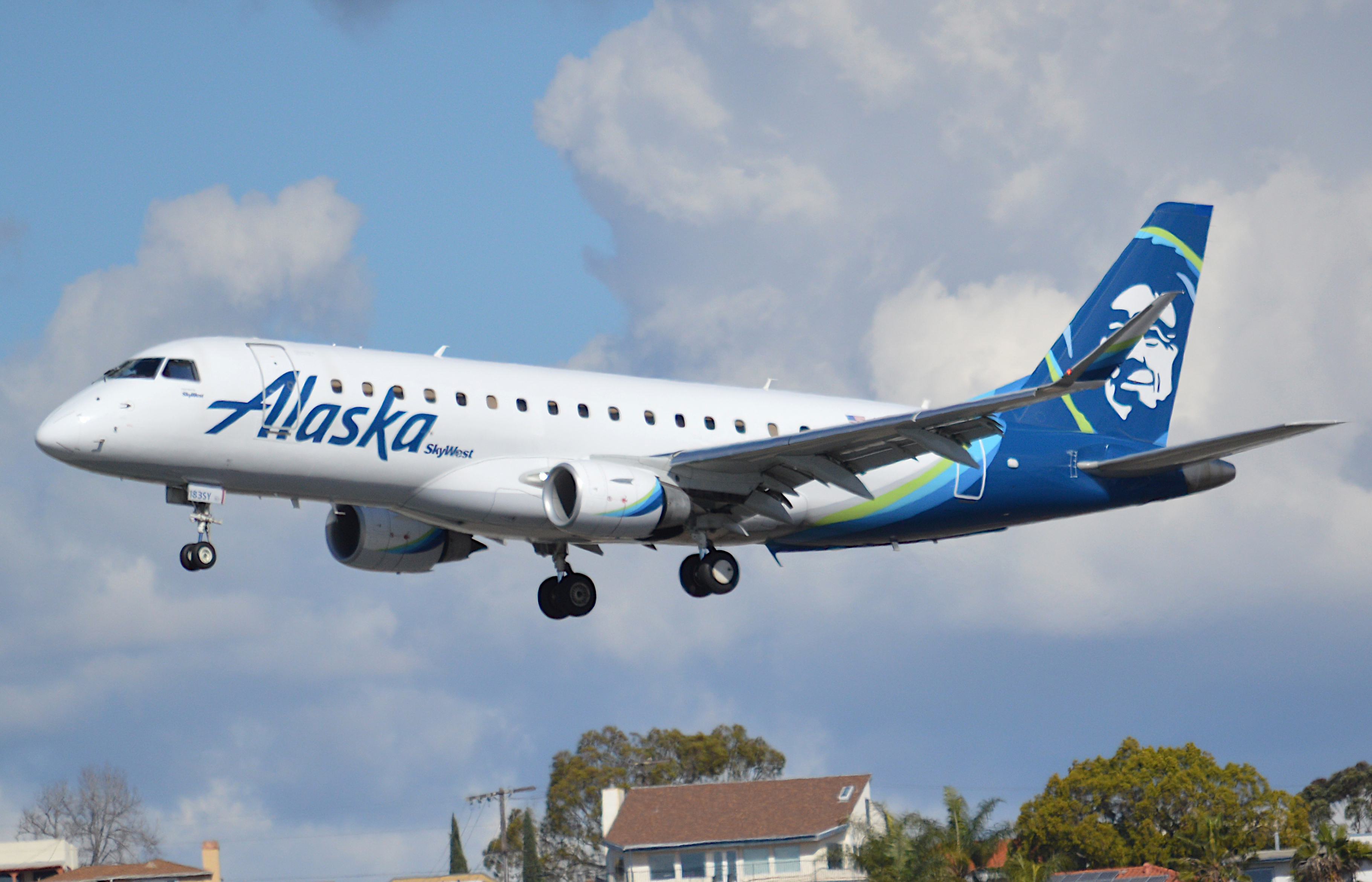
一架以阿拉斯加航空品牌运营的天西航空E175飞机。

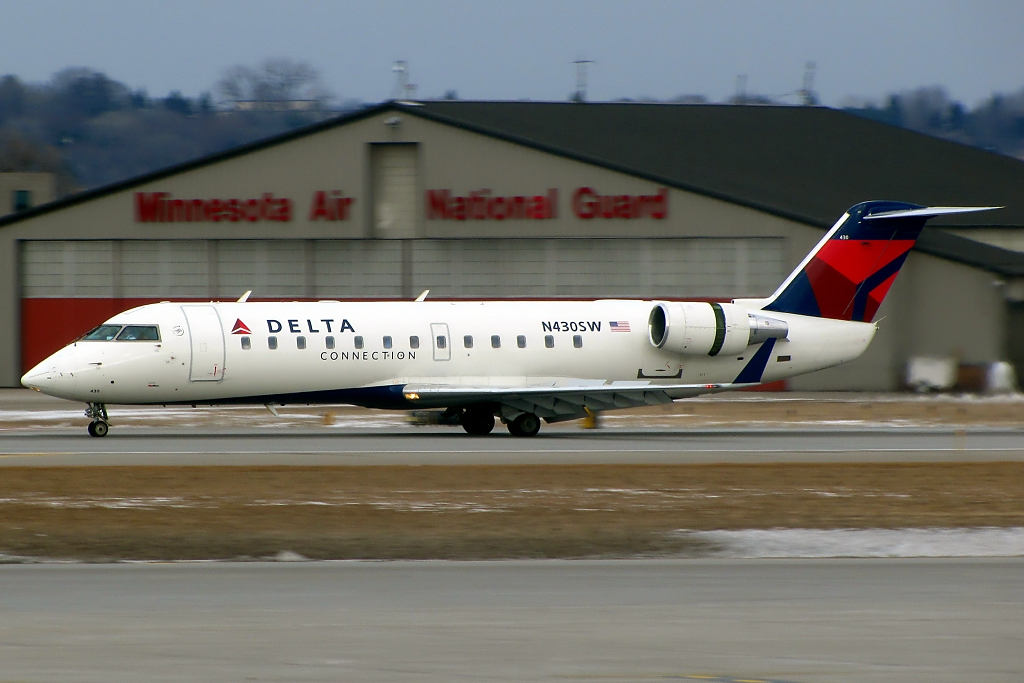
天西航空拥有及运营的一架达美连接航空庞巴迪CRJ-200位于明尼阿波利斯－圣保罗国际机场。

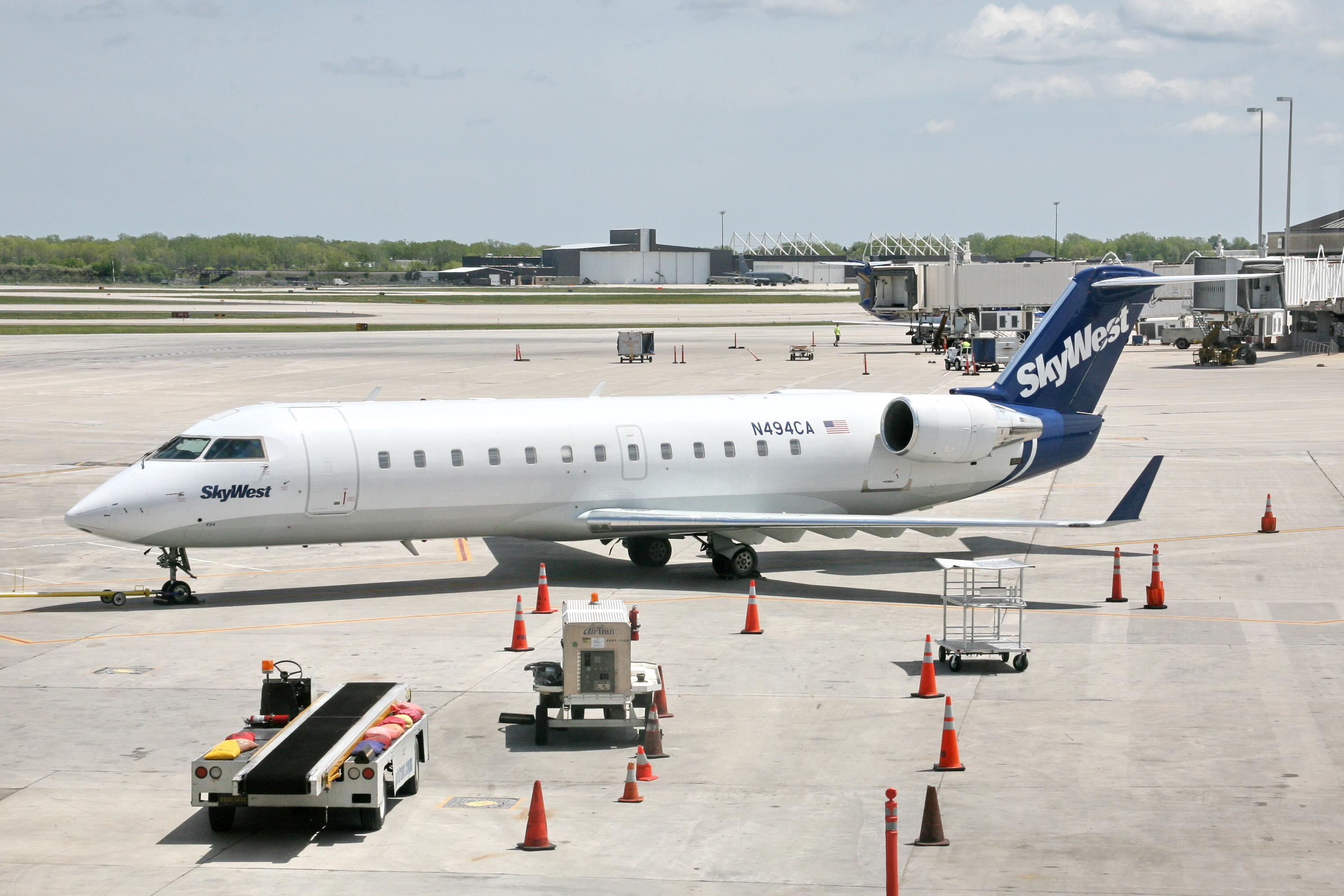
一架使用天西航空涂装的庞巴迪CRJ-200飞机。

天西航空拥有的机队是美国所有支线航空公司中最大的。从2015年起，天西航空只运营喷气式飞机。
虽然天西航空的绝大多数飞机使用其实际所运营的品牌的涂装，但仍有一小部分飞机直接使用天西航空涂装，这样在任何一家合作航空公司有需要时都可以调用这些飞机。
和美国的绝大多数支线航空公司一样，天西航空受限于其干线航空公司合作商及合作商的飞行员公会所提出的規模條款。这些要求限制了支线航空公司所运营的飞机的座位数，使天西航空的机队被分为三组：不多于50座的飞机、不多于70座的飞机和不多于76座的飞机。
截至2024年3月，天西航空机队的平均机龄为13.7年。机队情况如下：
| 机型             | 数量       | 订单       | 载客量     | 载客量     | 载客量     | 运营品牌     | 备注                             |
| 机型             | 数量       | 订单       | F          | Y+         | Y          | 运营品牌     | 备注                             |
| 51座以下级       | 51座以下级 | 51座以下级 | 51座以下级 | 51座以下级 | 51座以下级 | 51座以下级   | 51座以下级                       |
| ---------------- | ---------- | ---------- | ---------- | ---------- | ---------- | ------------ | -------------------------------- |
| 庞巴迪CRJ-200    | 16         | —          | —          | —          | 30         | 天西航空     |                                  |
| 庞巴迪CRJ-200    | 73         | —          | —          | 4          | 46         | 联航快运     |                                  |
| 级别总数         | 89         |            |            |            |            |              |                                  |
| 51-70座级        |            |            |            |            |            |              |                                  |
| 庞巴迪CRJ700     | 90         | —          | 9          | 16         | 40         | 美鹰航空     |                                  |
| 庞巴迪CRJ700     | 9          | —          | 9          | 16         | 44         | 达美连接航空 |                                  |
| 庞巴迪CRJ700     | 19         | —          | 6          | 16         | 48         | 联航快运     | 2026年将被巴西航空工业E175取代。 |
| 庞巴迪CRJ900     | 12         | —          | 12         | 20         | 38         | 达美连接航空 | 即将被退休                       |
| 巴西航空工业E175 | 37         | —          | 12         | 20         | 38         | 达美连接航空 |                                  |
| 巴西航空工业E175 | 25         | 39         | 12         | 32         | 26         | 联航快运     | 2024至2026年开始交付             |
| 级别总数         | 192        |            |            |            |            |              |                                  |
| 76座级           |            |            |            |            |            |              |                                  |
| 庞巴迪CRJ900     | 21         | —          | 12         | 20         | 44         | 达美连接航空 |                                  |
| 巴西航空工业E175 | 42         | 1          | 12         | 16         | 48         | 阿拉斯加     | 2025年开始交付                   |
| 巴西航空工业E175 | 48         | 1          | 12         | 20         | 44         | 达美连接航空 | 2024年开始交付                   |
| 巴西航空工业E175 | 20         | —          | 12         | 20         | 44         | 美鹰航空     |                                  |
| 巴西航空工业E175 | 65         | —          | 12         | 16         | 48         | 联航快运     |                                  |
| 级别总数         | 196        |            |            |            |            |              |                                  |
| 总数             | 477        | 41         |            |            |            |              |                                  |

天西航空在2015年前运营过EMB-120涡轮螺旋桨飞机，亦运营过费尔柴尔德梅特罗Metro II和Metro III。天西航空于1984年一度运营世界上最大的梅特罗飞机机队，达26架。1991年时梅特罗飞机机队达到35架，另有15架EMB-120在机队中。第一架喷气式飞机，一架庞巴迪CRJ-100，于1994年加入机队，梅特罗飞机则于1996年被EMB-120全部取代并退役。